# Чемпіонат світу з кросу 1977
Чемпіонат світу з кросу 1977 був проведений 20 березня у німецькому Дюссельдорфі. Траса змагань була прокладена на іподромі «Графенберг».
Місце кожної країни у командному заліку серед дорослих чоловічих команд визначалося сумою місць, які посіли перші шестеро спортсменів цієї країни. При визначенні місць дорослих жіночих та юніорських чоловічих команд брались до уваги перші чотири результати відповідно.

## Чоловіки
| Першість | Золото | Золото                                 | Срібло | Срібло                           | Бронза | Бронза                              |
| -------- | --- | -------------------------------------- | --- | -------------------------------- | --- | ----------------------------------- |
| Особиста | Леон Схотс Бельгія | 37.43                                  | Карлуш Лопеш Португалія                                                                                                 | 37.49                            | Детлеф Улеманн ФРН | 37.53                               |
| Командна | БельгіяЛеон Схотс Карел Лісмонт Ерік де Бек Віллі Полленіс Франк Грілларт Едді ван Муллем Едді Ромбо Пауль Тейс Еміль Путтеманс | 126 очок1 7 18 22 27 51 (74) (154) DNF | АнгліяБерні Форд Ентоні Сіммонс Девід Блек Стів Кеньйон Баррі Сміт Майк Мак-Леод Девід Бедфорд Девід Слейтер Джон Вайлд | 1295 8 9 29 35 43 (45) (76) (95) | СРСРЕнн Селлік Леонід Мосеєв Володимир Меркушин Олександр Антипов Микола Радостєв Олександр Матвеєв Іван Парлуй Сатимкул Джуманазаров Олександр Федоткін | 14410 11 16 20 40 47 (86) (88) (92) |

| Першість | Золото                                                                       | Золото                     | Срібло                                                                                                 | Срібло                | Бронза                                                                  | Бронза                 |
| -------- | ---------------------------------------------------------------------------- | -------------------------- | --- | --------------------- | ----------------------------------------------------------------------- | ---------------------- |
| Особиста | Том Гант США                                                                 | 23.15                      | Сантьяго Льйоренте Іспанія                                                                             | 23.28                 | Арі Паунонен Фінляндія                                                  | 23.39                  |
| Командна | СШАТом Гант Марк Спілсбері Марті Фроулік Кріс Фокс Гарольд Шульц Джефф Крієр | 36 очок1 5 12 18 (33) (34) | ІспаніяСантьяго Льйоренте Хосе Мануель Абаскаль Луїс Састре Антоніо Прієто Домінго Рамон Херардо Мансо | 402 9 14 15 (24) (37) | КанадаПітер Батлер Роб Еванс Девід Пекем Роланд Брек Роб Ерл Рей Полінс | 677 11 20 29 (55) (66) |

## Жінки
| Першість | Золото                                                                                             | Золото                   | Срібло                                                                    | Срібло                 | Бронза                                                                                   | Бронза                 |
| -------- | -------------------------------------------------------------------------------------------------- | ------------------------ | ------------------------------------------------------------------------- | ---------------------- | ---------------------------------------------------------------------------------------- | ---------------------- |
| Особиста | Кармен Валеро Іспанія                                                                              | 17.26                    | Людмила Брагіна СРСР                                                      | 17.28                  | Гіана Романова СРСР                                                                      | 17.35                  |
| Командна | СРСРЛюдмила Брагіна Гіана Романова Ірина Бондарчук Раїса Смехнова Любов Іванова Раїса Садрейдінова | 15 очок2 3 4 6 (12) (25) | СШАСью Кінсі Кеті Міллс Джулі Браун Пола Неппел Доріс Герітадж Ерін Форбс | 488 11 14 15 (48) (54) | Нова ЗеландіяЕнн Одейн Гезер Томсон Барбара Мур Айрін Міллер Еллісон Дід Шерлі Сомервелл | 769 13 24 30 (79) (88) |

## Медальний залік
| Місце                | Країна               | Золото | Срібло | Бронза | Загалом |
| -------------------- | -------------------- | ------ | ------ | ------ | ------- |
| 1                    | США                  | 2      | 1      | 0      | 3       |
| 2                    | Бельгія              | 2      | 0      | 0      | 2       |
| 3                    | Іспанія              | 1      | 2      | 0      | 3       |
| 4                    | СРСР                 | 1      | 1      | 2      | 4       |
| 5                    | Англія               | 0      | 1      | 0      | 1       |
| 5                    | Португалія           | 0      | 1      | 0      | 1       |
| 7                    | Канада               | 0      | 0      | 1      | 1       |
| 7                    | Нова Зеландія        | 0      | 0      | 1      | 1       |
| 7                    | ФРН                  | 0      | 0      | 1      | 1       |
| 7                    | Фінляндія            | 0      | 0      | 1      | 1       |
| Загалом (10 збірних) | Загалом (10 збірних) | 6      | 6      | 6      | 18      |

## Українці на чемпіонаті
Українських спортсменів до складу збірної СРСР для участі в чемпіонаті заявлено не було.